# (7904) Morrow
(7904) Morrow (1997 JL4) – planetoida z pasa głównego asteroid okrążająca Słońce w ciągu 4,01 lat w średniej odległości 2,52 j.a. Odkryta 1 maja 1997 roku.